# Neima Akef
Neima Akef, de vegades transcrit com a Naema Akef o Naima Akef (àrab: نعيمة عاكف, Naʿīma ʿĀkif) (Tanta, Egipte, 7 d'octubre de 1932 - el Caire, 23 d'abril de 1966), va ser una mítica i cèlebre actriu de cinema i ballarina de dansa del ventre que va treballar sobretot a l'època daurada del cinema musical egipci, als anys 50 del segle xx. Va morir molt jove, a causa d'un càncer.

## Biografia
Neima Alef es va formar des de nena en circ i acrobàcia, que va aprendre de la seva família. Va actuar amb ells des dels quatre anys, fins que el circ es va dissoldre. Llavors, ja a l'adolescència, va començar a fer números acrobàtics a diferents cabarets i altres petits locals nocturns, fins a arribar al de Badeia Masabny, on va ser una estrella ja cantant i ballant. Al Kit Kat club del Caire va conèixer el director de cinema Abbas Kemal, amb el qual va començar a treballar. La seva primera pel·lícula es va estrenar el 1949 i ja va ser un gran èxit. El 1964, als 32 anys, va deixar el cinema per a cuidar el seu fill i va morir dos anys després.

## Filmografia
- 1949: Aish Wal Malh
- 1949: Lahalibo
- 1949: Baladi Wa Khafa
- 1950: Furigat
- 1950: Baba Areess
- 1951: Fataat Al Sirk
- 1952: Ya Halawaat Al Hubb
- 1954: Arbah Banat Wa Zabit
- 1955: Aziza
- 1956: Bahr el gharam
- 1957: Tamr Henna
- 1958: Ahebbek ya Hassan
- 1964: Bayaat el jarayed
- 1964: Amir El Dahaa